# Rock 'n' Roll Music
Rock 'n' Roll Music is een compilatiealbum van de Britse band The Beatles. Het album bevat vooral rock-'n-roll- en hardrocknummers van de band. Op het album staan een aantal originele nummers geschreven door Lennon-McCartney, een nummer geschreven door George Harrison en een handvol rock-'n-rollcovers van bekende muzikanten zoals Chuck Berry, Little Richard, Carl Perkins en Larry Williams.

## Achtergrond
Producer George Martin noemde Rock 'n' Roll Music in zijn autobiografie een "moeilijk" album, aangezien een aantal monotapes zouden worden omgezet naar stereo. Het album was al bijna klaar voordat deze aan hem werd gepresenteerd, maar Martin maakte nog veel aanpassingen voordat hij het album goedkeurde. Er waren echter nog een aantal fouten te bekennen; zo was de crossfade tussen "Back in the U.S.S.R." en "Dear Prudence", zoals deze oorspronkelijk op The Beatles stond, nog te horen op dit album. EMI Music wilde de bewerkte tapes van Martin niet uitbrengen, aangezien The Beatles strikte instructies hadden meegegeven dat heruitgaves niet bewerkt mochten worden. In oktober 1980 werd het album opnieuw uitgebracht, waarbij deze werd opgedeeld in twee aparte albums met de titels Volume 1 en Volume 2. Op deze versie waren de bewerkingen van Martin wel te horen.
The Beatles waren zelf niet te spreken over de albumhoes. De hoes bevat een portret van de band tegen een zilveren achtergrond en de albumtitel is geschreven in neonletters. Er werden veel elementen uit de jaren '50 gebruikt, zoals een jukebox, een poster van Marilyn Monroe, een ijsje, een Chevrolet uit 1957, een cheeseburger en een glas Coca-Cola. Op dat moment was er veel nostalgie naar de jaren '50 en Capitol Records wilde proberen om hiervan te profiteren. The Beatles was echter een band die gedurende de jaren '60 actief was, waardoor Ringo Starr de opmerking maakte: "Het laat ons goedkoop lijken, en wij zijn nooit goedkoop geweest. Die Coca-Cola en auto's met grote vinnen kwamen uit de jaren '50!" John Lennon schreef een boze brief naar Capitol, waarin hij opmerkte dat het "lijkt op een afgekeurd ontwerp van The Monkees" en wilde in plaats daarvan dat de hoes een foto zou bevatten die was genomen door Astrid Kirchherr of Jürgen Vollmer. Hij had ook aangeboden om zelf de hoes te ontwerpen, maar hij kreeg hiervoor geen toestemming.
Rock 'n' Roll Music werd uitgebracht in 1976 in een tijd dat de Beatles-nostalgie op zijn hoogtepunt was. Vooral de Wings over America-tournee van Wings, de band van Paul McCartney, die kort nadat het album werd uitgebracht van start ging, zorgde ervoor dat men meer interesse kreeg in The Beatles. Daarnaast stond het nummer "Helter Skelter" op het album; kort voor de uitgave van het album werd een cover van dit nummer gebruikt in de televisiefilm Helter Skelter over de Tate-LaBianca-moorden. Rock 'n' Roll Music behaalde de tweede plaats in de Amerikaanse Billboard 200, waarin het ironisch genoeg van de eerste plaats gehouden werd door het Wings-album Wings at the Speed of Sound. In de Britse UK Albums Chart kwam het niet verder dan de elfde plaats. Ter promotie van het album verscheen in de Verenigde Staten de single "Got to Get You into My Life"/"Helter Skelter", die de zevende plaats in de Billboard Hot 100 bereikte. Oorspronkelijk zouden de A- en B-kant andersom worden uitgebracht, maar deze werden omgedraaid nadat de televisiefilm verscheen. In het Verenigd Koninkrijk kwam de single "Back in the U.S.S.R."/"Twist and Shout" uit, die de negentiende plaats behaalde.

## Tracks
Alle muziek en teksten zijn geschreven door Lennon-McCartney, tenzij anders aangegeven. 
| Nr. | Titel                    | Schrijver(s)                                        | Afkomstig van      | Duur |
| --- | ------------------------ | --------------------------------------------------- | ------------------ | ---- |
| 1.  | Twist and Shout          | Phil Medley, Bert Russell                           | Please Please Me   | 2:31 |
| 2.  | I Saw Her Standing There |                                                     | Please Please Me   | 2:56 |
| 3.  | You Can't Do That        |                                                     | A Hard Day's Night | 2:38 |
| 4.  | I Wanna Be Your Man      |                                                     | With the Beatles   | 1:59 |
| 5.  | I Call Your Name         |                                                     | Long Tall Sally    | 2:09 |
| 6.  | Boys                     | Luther Dixon, Wes Farrell                           | Please Please Me   | 2:28 |
| 7.  | Long Tall Sally          | Enotris Johnson, Richard Penniman, Robert Blackwell | Long Tall Sally    | 2:00 |

| Nr. | Titel                        | Schrijver(s)                          | Afkomstig van    | Duur |
| --- | ---------------------------- | ------------------------------------- | ---------------- | ---- |
| 8.  | Rock and Roll Music          | Chuck Berry                           | Beatles for Sale | 2:30 |
| 9.  | Slow Down                    | Larry Williams                        | Long Tall Sally  | 2:54 |
| 10. | Kansas City/Hey-Hey-Hey-Hey! | Jerry Leiber, Mike Stoller / Penniman | Beatles for Sale | 2:35 |
| 11. | Money (That's What I Want)   | Janie Bradford, Berry Gordy           | With the Beatles | 2:47 |
| 12. | Bad Boy                      | Williams                              | Beatles VI       | 2:20 |
| 13. | Matchbox                     | Carl Perkins                          | Long Tall Sally  | 1:59 |
| 14. | Roll Over Beethoven          | Berry                                 | With the Beatles | 2:44 |

| Nr. | Titel                            | Schrijver(s) | Afkomstig van       | Duur |
| --- | -------------------------------- | ------------ | ------------------- | ---- |
| 15. | Dizzy Miss Lizzy                 | Williams     | Help!               | 2:53 |
| 16. | Any Time at All                  |              | A Hard Day's Night  | 2:13 |
| 17. | Drive My Car                     |              | Rubber Soul         | 2:29 |
| 18. | Everybody's Trying to Be My Baby | Perkins      | Beatles for Sale    | 2:26 |
| 19. | The Night Before                 |              | Help!               | 2:37 |
| 20. | I'm Down                         |              | B-kant van Help!    | 2:32 |
| 21. | Revolution                       |              | B-kant van Hey Jude | 3:25 |

| Nr. | Titel                       | Schrijver(s)    | Afkomstig van    | Duur |
| --- | --------------------------- | --------------- | ---------------- | ---- |
| 22. | Back in the U.S.S.R.        |                 | The Beatles      | 2:44 |
| 23. | Helter Skelter              |                 | The Beatles      | 4:30 |
| 24. | Taxman                      | George Harrison | Revolver         | 4:30 |
| 25. | Got to Get You into My Life |                 | Revolver         | 2:31 |
| 26. | Hey Bulldog                 |                 | Yellow Submarine | 3:11 |
| 27. | Birthday                    |                 | The Beatles      | 2:43 |
| 28. | Get Back (albumversie)      |                 | Let It Be        | 3:09 |